# Kałdus
Kałdus – wieś w Polsce położona w województwie kujawsko-pomorskim, w powiecie chełmińskim, w gminie Chełmno, na południowy zachód od Chełmna, na granicy Doliny Dolnej Wisły i Pojezierza Chełmińskiego.
Nazwa wsi na przestrzeni lat ulegała zmianom. Od roku 1378 występuje w dokumentach pod nazwami – Caldenhof, Caldenhov, Caldenhoff, Kaldenhouff, Kaldenhof. W dokumentach z lat 1570–1571 występuje pod nazwą Kałdusz. W czasach, gdy ziemie te kontrolowani Niemcy wieś występowała pod nazwą Kaldus. Od czasów II Rzeczypospolitej występuje pod nazwą Kałdus.
W 1966 r. powierzchnia sołectwa wynosiła 9,4 km².

## Podział administracyjny
W latach 1939–1945 położona była w okręgu Rzeszy Gdańsk-Prusy Zachodnie, w rejencji bydgoskiej (Regierungsbezirk Bromberg), w powiecie Chełmno (Kreis Kulm).
W latach 1920–1950 miejscowość należała do województwa pomorskiego, następnie do bydgoskiego, a w latach 1975–1998 do województwa toruńskiego.

## Demografia
Według danych Prezydium Powiatowej Rady Narodowej w Chełmnie oraz Powiatowego Inspektoratu Statystycznego w Chełmnie (31 XII 1966 r.) sołectwo Kałus było zamieszkiwane przez 290 mieszkańców. Czyniło ją wtedy czwartą największą wsią w gromadzie Brzozowo.
Według Narodowego Spisu Powszechnego (III 2011 r.) wieś liczyła 255 mieszkańców. Jest jedenastą co do wielkości miejscowością gminy Chełmno.

## Krótki opis
Wieś ma charakter rolniczy. Atrakcją jest Góra Świętego Wawrzyńca – wzniesienie będące pozostałością po wczesnośredniowiecznym grodzie i jednocześnie rezerwat roślinności ciepłolubnej noszący tę samą nazwę. Liczne punkty widokowe na dolinę Wisły.

## Historia
W Kałdusie znajduje się Góra Świętego Wawrzyńca, gdzie odkryto wczesnośredniowieczny zespół osadniczy, który może być uznany za jeden z najważniejszych ośrodków administracyjno-gospodarczych Polski czasów Mieszka I i Bolesława I Chrobrego.
W XII wieku Kałdus był własnością Hugona Butyra, rycerza Bolesława IV Kędzierzawego, dlatego miejscowość nazywano Mons Butyri lub Potterberg. W latach 1253–1257 wielki mistrz Poppo von Osterna założył gród krzyżacki, przeniesiony następnie w 1280 r. do Gniewu.
W 1378 r. była to wieś folwarczna należąca do komturstwa starogrodzkiego. Była ona własnością zakonu krzyżackiego do 1441 r. Według inwentarza z 1378 we wsi znajdować się miało – 16 klaczy, 9 źrebaków, 14 sztuk bydła, 37 świń oraz 140 owiec. W 1454 i 1457 Chełmno wystąpiło z prośbą do króla Kazimierza IV Jagiellończyka o nadanie pobliskiej wsi Kałdus (odpowiednio) wielkiego i małego sądownictwa na prawie chełmińskim.
W 1505 r. król Aleksander I Jagiellończyk przekazał biskupowi chełmińskiemu Mikołajowi Chrapickiemu okręg starogrodzki wraz z Kałdusem. W dokumentach z lat 1570–1571 występuje jako dobro stołowe biskupów chełmińskich. Wieś miała wtedy 20 łanów chłopskich, a na jej terenie przebywali zgarodnicy, ludzie luźni, a także rzemieślnicy. Co jakiś czas wieś miała być oddawana w dzierżawę.
Według z inwentarza biskupów z 1759 r. była to wieś czynszowa licząca 20 włók i zamieszkiwali ją gburzy zaprawni (osadzeni według prawa) oraz dzierżawcy kontraktowi. Do tych gburów zaliczali się także sołtysi, którzy nadaniem wieczystym bp. Piotra Kostki z 1581, byli osadzeni na dwóch włókach sołtysowskich i dwóch gburskich. Tyle miał wymieniony w inwentarzu biskupim sołtys Józef Chudzicki. Według tego samego spisu w tym czasie było trzech dzierżawców – Albin Zacharek, karczmarz Wojciech Teykowski oraz leman Józef Szafarkiewicz, którzy posiadali wieś wydzierżawioną na 40 lat, na dwóch włókach, ogrodach i łąkach wydzielonych w pobliżu jeziora Starogrodzkiego oraz Żółwicą, a także łąkę pod Gutlinami (Smarkatka), w okolicy jeziorka. Gburzy tutaj mieszkający mieli własne domy oraz płacili 10 florenów od włóki. Alan Zacharek miał dzierżawić również górę Puterburg (przy św. Wawrzyńcu) i płacił 16 florenów. We wsi miało być jeszcze 5 dzierżawców kontraktowych, lecz oni zamieszkiwali budynki należące do biskupa (zamkowe) i każdy z nich posiadał po dwie włóki. Za dzierżawę płacić mieli 20 florenów, gęś, dwa kapłony, 20 jaj oraz odrabiali szarkwark. Osadnicy w Kałdusie dzierżawili także Kałduską Kępę. Po I rozbiorze Polski majątek został przejęty przez skarb pruski, a ziemia rozparcelowana.
Pierwsza wzmianka o wykopaliskach w Kałdusie pochodzi z roku 1871, wtedy znaleziono przypadkiem kilka zabytków, które następnie trafiły do muzeum w Schwerinie. Następnie prace prowadzono z przerwami aż do czasów dzisiejszych. Współcześnie prace wykopaliskowe prowadzone były przez naukowców z toruńskiego Uniwersytetu Mikołaja Kopernika. W pięciu grobach komorowych poza szkieletami znaleziono fragmenty luksusowych tkanin, ozdoby ze srebra, kamieni półszlachetnych oraz kryształu górskiego, a także miecz inkrustowany srebrem. Zawartość grobów świadczy o wysokim statusie pochowanych osób, a sam sposób pochówku wskazuje na ich skandynawskie pochodzenie.
W 1910 r. Komisja Kolonizacyjna przeprowadziła parcelację ziemi tworząc 10 gospodarstw. W 1927 we wsi powstała Szkoła Rolnicza z inicjatyw ziemianina Dominikowskiego (prezes Koła Rolniczego w Starogrodzie) oraz staraniem Pomorskiej Izby Rolniczej. Jej pierwszym dyrektorem miał być Adamus.
W latach 1939 - 1942 dotychczasową nazwą wsi było Kaldus, lecz po przeprowadzonej zamianie nazw miejscowości w Okręgu Rzeszy Gdańsk-Prusy Zachodnie, w latach 1942 - 1945 nazywała się Kalthaus, Kreis Kulm (Weichsel).
Wykopaliska doprowadziły do odkrycia pozostałości przedlokacyjnego Chełmna (obecne miasto znajduje się bardziej na północ) które powstało na miejscu prehistorycznego grodziska kultury łużyckiej (VII-V w. p.n.e.), bezpośrednio przy wzniesieniu zwanym dzisiaj Górą św. Wawrzyńca. U schyłku okresu plemiennego (X wiek) góra stanowiła miejsce kultu pogańskiego. Od przełomu X i XI wieku jeden z głównych grodów administracji państwa pierwszych Piastów, ważny węzeł komunikacyjny, ośrodek produkcji i wymiany dalekosiężnej. Według Wojciecha Chudziaka na początku XI wieku rozpoczęto budowę kamiennego jednonawowego kościoła z trzema absydami u stóp wzniesienia. Według innych badaczy kościół mógł jednak powstać w 2 połowie XI wieku. Kościół ten miał wymiary 37 × 17 m. Odkryte w roku 1996 relikty bazyliki, które zachowały się w południowej części grodziska, zostały zabezpieczone i udostępnione. Pod pozostałościami fundamentów kościoła chrześcijańskiego znaleziono kamienny stos ofiarny przykryty szczątkami zbóż i zwierząt, wśród nich znajdowała się uszkodzona czaszka mężczyzny.

## Turystyka
Ze względu na rezerwat Góra św. Wawrzyńca i punkty widokowe na Dolinę Dolnej Wisły przez Kałdus przebiegają trzy znakowane szlaki turystyczne (dwa piesze i jeden rowerowy):
- Szlak żółty „Rezerwatów Chełmińskich”: Bydgoszcz Fordon – most przez Wisłę – rezerwat „Wielka Kępa Ostromecka” – Ostromecko – Reptowo – Gzin – Unisław – Płutowo – Starogród – Kałdus – Chełmno (48 km)
- Szlak zielony „Starego Chełmna”: Chełmno (Rynek) – Jez. Starogrodzkie – Starogród – Kałdus – Chełmno (dworzec autobusowy) (17 km)
- Szlak rowerowy czarny po Dolinie Dolnej Wisły: Cierpice – Solec Kujawski – Bydgoszcz – Świecie – Nowe – Gniew – Tczew – Kwidzyn – Grudziądz – Chełmno – Kałdus – Ostromecko – Zamek Bierzgłowski (447 km)